# Oncosclera
Oncosclera is een geslacht van sponsdieren uit de klasse van de Demospongiae (gewone sponzen).

## Soort
- Oncosclera asiatica Manconi & Ruengsawang, 2012
- Oncosclera atrata (Bonetto & Ezcurra de Drago, 1970)
- Oncosclera diahoti (Rützler, 1968)
- Oncosclera gilsoni (Topsent, 1912)
- Oncosclera intermedia Bonetto & Ezcurra de Drago, 1973
- Oncosclera jewelli (Volkmer, 1963)
- Oncosclera kaniensis Matsuoka & Masuda, 2000 †
- Oncosclera macrospiculata (Stephens, 1919)
- Oncosclera navicella (Carter, 1881)
- Oncosclera petricola Bonetto & Ezcurra de Drago, 1967
- Oncosclera ponsi (Bonetto & Ezcurra de Drago, 1968)
- Oncosclera rousseletii (Kirkpatrick, 1906)
- Oncosclera schubarti (Bonetto & Ezcurra de Drago, 1967)
- Oncosclera schubotzi (Weltner, 1913)
- Oncosclera spinifera (Bonetto & Ezcurra de Drago, 1973)
- Oncosclera stolonifera Bonetto & Ezcurra de Drago, 1967
- Oncosclera tonollii (Bonetto & Ezcurra de Drago, 1968)